# Diva (film)
Pour les articles homonymes, voir Diva.
Pour plus de détails, voir Fiche technique et Distribution.
Diva est un film français réalisé par Jean-Jacques Beineix, sorti en 1981. Premier long métrage du réalisateur, le scénario est adapté d'un roman homonyme de Daniel Odier (sous pseudonyme de Delacorta).
À l'instar des réalisations contemporaines de Luc Besson ou Arthur Joffé (Alberto Express), il est l'un des premiers films français laissant cours à l'esthétique de l'image de type publicitaire ou clip musical en vogue durant les années 1980. Divisant la critique à sa sortie, le film ne totalise que 300 000 entrées au bout d'un an mais grâce à quatre récompenses lors de la cérémonie des Césars, il connaîtra alors un véritable succès populaire et atteindra plus de deux millions d'entrées.

## Synopsis
Jules, un jeune postier, est fasciné par Cynthia Hawkins, une célèbre diva qui n'a jamais consenti à faire enregistrer sa voix. Lors d'un concert parisien au théâtre des Bouffes-du-Nord, Jules enregistre clandestinement son récital, discrètement observé par deux Taïwanais. Après avoir reçu un autographe de la diva, il vole sa robe en coulisses puis s'enfuit.
Sans le savoir, Jules entre également en possession d'un autre enregistrement, celui de Nadia Kalensky, une ancienne prostituée. Elle révèle sur une cassette audio son ancienne liaison avec un commissaire divisionnaire de la criminelle, Jean Saporta, soupçonné de diriger un important réseau de prostitution avec l'aide de son second, l'« Antillais ». Au cours d'une poursuite, Nadia dépose la cassette dans la sacoche du cyclomoteur de Jules qui ne remarque rien. Quelques instants plus tard, Nadia est tuée.
Saporta lance l'Antillais et son complice dit « le curé » à la recherche de cette cassette avant que ses propres inspecteurs de police ne la découvrent. Parallèlement, Jules est poursuivi par les deux Taïwanais qui lui réclament l'enregistrement qu'il a réalisé lors du récital de Cynthia Hawkins. Traqué pour deux affaires distinctes qu'il n'est pas en mesure de comprendre, il trouve alors refuge chez son nouvel ami Serge Gorodish et sa protégée Alba, dont il a fait la connaissance le jour même. Gorodish va alors chercher à manipuler les ennemis de Jules pour les pousser à se détruire eux-mêmes.
Dans l'intervalle, une relation entre la diva Cynthia Hawkins et Jules s'est développée. Se sentant coupable de lui avoir volé sa robe, Jules se présente à son hôtel, et la lui rend. D'abord furieuse, Cynthia finit par comprendre l'admiration que Jules lui voue. Ils se revoient le soir même et entament une longue promenade dans Paris. Le lendemain, Cynthia est informée par son impresario que deux Taïwanais ont en leur possession un enregistrement d'excellente qualité de son dernier récital. Ayant toujours refusé de faire enregistrer sa voix par souci de pureté, Cynthia devra soit accepter un partenariat exclusif pour produire un disque officiel avec eux, soit voir son récital exploité pour la production d'un album pirate. Cynthia est accablée par ce chantage. Jules, seul propriétaire de cette bande, est pris de remords et décide de la restituer à Cynthia.
Au théâtre du Châtelet, à Paris. Cynthia, seule dans le théâtre encore vide, vocalise. Jules diffuse alors sa bande et s’excuse auprès d’elle. Surprise, Cynthia déclare ne jamais s'être entendue chanter. Jules et Cynthia tombent dans les bras l'un de l'autre.

## Fiche technique
- Titre : Diva
- Réalisation : Jean-Jacques Beineix
- Scénario : Jean-Jacques Beineix et Jean Van Hamme, d'après le roman éponyme de Delacorta
- Dialogues : Jean-Jacques Beineix
- Directeur de la photographie : Philippe Rousselot
- Montage : Marie-Josèphe Yoyotte, Monique Prim
- Musique originale : Vladimir Cosma
- Musique additionnelle :  Alfredo Catalani - Ebben ? Ne andrò lontana, extrait de l'opéra La Wally ; Charles Gounod - Ave Maria, par Wilhelmenia Wiggins Fernandez
- Décors et costumes : Hilton McConnico
- Casting : Dominique Besnehard
- Producteurs : Irène Silberman, Serge Silberman

Producteur délégué : Claudie Ossard
- Genre : musical, thriller
- Pays : France
- Durée : 117 minutes
- Date de sortie : France : 11 mars 1981
- Affiche : René Ferracci (France)

## Distribution
- Frédéric Andréi : Jules
- Richard Bohringer : Gorodish
- Thuy An Luu : Alba
- Jacques Fabbri : Jean Saporta
- Gérard Darmon : l'Antillais
- Dominique Pinon : le Curé
- Wilhelmenia Wiggins Fernandez : Cynthia Hawkins
- Anny Romand : Paula
- Patrick Floersheim : le second inspecteur (surnom Zatopek)
- Roland Bertin : Weinstadt, impresario
- Jean-Jacques Moreau : Krantz, l'indicateur
- Chantal Deruaz : Nadia
- Nane Germon : une vieille femme
- Gabriel Gobin : un vieil homme
- Alain Marcel
- Raymond Aquilon : Madoula
- Eugène Berthier : l'ancien combattant
- Gérard Chaillou : l'inspecteur Mortier
- Andrée Champeaux : une vieille femme
- Nathalie Dalian : une prostituée
- Laurence Darpy : la prostituée noire
- Michel Debrane
- Étienne Draber : un journaliste de la conférence de presse
- Laure Duthilleul : l'amie hébergeant Jules
- Jim Adhi Limas
- Louise Malapert
- Dimo Mally
- Vaneta Mally
- Isabelle Mergault : une cliente de la salle de jeu
- Marthe Moudiki-Moreau
- Jean-Luc Porraz : l'ami hébergeant Jules, dit « Mermoz »
- Bernard Robin
- Yann Roussel
- Brigitte Lahaie : la femme dont la jupe se soulève (sous le nom de Brigitte Simonin)
- Jean-Louis Vitrac
- Tania Zabaloieff
- Dominique Besnehard : caissier dans le magasin de disques (non crédité)
- Vladimir Cosma : le chef d'orchestre (non crédité)

## Production

### Tournage
Des scènes ont été tournées au phare de Gatteville dans la péninsule du Cotentin, à Paris dans de nombreuses rues, la gare de Paris-Saint-Lazare, l'hôtel Royal Monceau, l'Arc de Triomphe, le Grand bassin du Jardin des Tuileries, les stations de métro (Concorde, Opéra, Dauphine), dans les anciens entrepôts Calberson et les anciennes usines Citroën (quai André-Citroën) et la dernière scène où Cynthia et Jules se retrouvent, au  théâtre du Chatelet.

## Musique
La bande musicale originale est composée et dirigée par Vladimir Cosma, à l'exception de Ebben? Ne andrò lontana, tiré de l'opéra La Wally, composé par Alfredo Catalani en 1892. L'air de La Wally est chanté par Wilhelmenia Wiggins Fernandez et joué par l'Orchestre symphonique de Londres, dirigé par Vladimir Cosma. Promenade sentimentale est interprété au piano par Vladimir Cosma.

### Bande originale
Le disque 33 tours de la bande originale du film comprend les titres suivants :
- Face A

1. La Wally (chanté par Wilhelmenia Wiggins Fernandez)
2. Promenade sentimentale
3. Voie sans issue
4. Gorodish
5. Le zen dans l'art de la tartine
6. La Wally (instrumental)

- Face B

1. Promenade sentimentale
2. Lame de fond
3. Métro police
4. Le Curé et l'Antillais
5. L'usine désaffectée
6. La Wally (chanté par Wilhelmenia Wiggins Fernandez)

## Accueil

### Controverse
La prise de son initiale du film et son exploitation en salles ont toujours été monophoniques (un seul canal audio). En 2006, lors de l'édition DVD du film aux États-Unis, une vive controverse a opposé Jean-Jacques Beineix aux distributeurs vidéo (groupe Canal+), accusés d'avoir mis sur le marché une version stéréo, artificiellement remixée sans la supervision artistique ni l'accord du réalisateur. Beineix ira jusqu'à attaquer en justice la maison mère française, le groupe Canal+, de cet éditeur vidéo et fustigera sans le nommer son président Bertrand Méheut, le traitant de « pharmacien » (évoquant son parcours professionnel) pour avoir autorisé la commercialisation de son œuvre, qu'il estime dénaturée.
En Europe, aucun vidéogramme, y compris en édition haute définition (Blu-ray) du film Diva n'est commercialisé en son stéréo ou audio multicanal. En revanche, l'édition de la présumée bande originale musicale du film a toujours été commercialisée en stéréophonie, mais il s'agit d'enregistrements en studio spécifiques et non pas de l'exacte bande originale du film projeté en salles et distribué en vidéo.

## Distinctions
- César de la meilleure première œuvre : Jean-Jacques Beineix
- César de la meilleure musique : Vladimir Cosma
- César de la meilleure photographie : Philippe Rousselot
- César du meilleur son : Jean-Pierre Ruh
- National Society of Film Critics (NSFC) 1983 : meilleure photographie à Philippe Rousselot

## Analyse
Le film s'inspire de la première carrière européenne de la soprano Jessye Norman, ce qui en fait un film à clef.
Le film se caractérise par une photographie soignée et ambitieuse, des couleurs vives et accrocheuses, des éléments de décoration inspirés du pop art, des mouvements de caméra inhabituels pour l'époque. La critique se déchaîne lors de la sortie, qualifiant de « cinéma du look » ce film qui pourtant, aujourd'hui, ne se démarque plus de la plupart des productions françaises. Tout comme les productions de Luc Besson, le film connaît un réel succès aux États-Unis l'année suivante. Si son esthétique peut sembler aujourd'hui banale, il est représentatif d’un cinéma d’auteur français des années 1980 au même titre que Subway, de Luc Besson, qui en reprend des éléments comme la poursuite à cyclomoteur dans les couloirs du métro. Restée usuelle jusque dans la critique anglo-saxonne, l'appellation « Cinéma du look » a notamment été théorisée par Raphaël Bassan dans La Revue du cinéma de mai 1989, no 449.